# Доња Шушаја
Доња Шушаја (алб. Shoshajë e Poshtme) је насеље у Србији у општини Прешево у Пчињском округу. Према попису из 2022. било је 382 становника.

## Демографија
У насељу Доња Шушаја живи 194 пунолетна становника, а просечна старост становништва износи 26,2 година (24,7 код мушкараца и 27,7 код жена). У насељу има 69 домаћинстава, а просечан број чланова по домаћинству је 4,96.
Ово насеље је великим делом насељено Албанцима (према попису из 2002. године), а у последња три пописа, примећен је пораст у броју становника.
|  |

| Демографија | Демографија | Демографија |
| Година      | Становника  | Становника  |
| ----------- | ----------- | ----------- |
| 1948.       | 196         |             |
| 1953.       | 237         |             |
| 1961.       | 235         |             |
| 1971.       | 235         |             |
| 1981.       | 286         |             |
| 1991.       | 310         | 273         |
| 2002.       | 342         | 474         |
| 2022.       | 382         |             |

| Етнички састав према попису из 2002.‍ | Етнички састав према попису из 2002.‍ | Етнички састав према попису из 2002.‍ | Етнички састав према попису из 2002.‍ | Етнички састав према попису из 2002.‍ |
| ------------------------------------ | ------------------------------------ | ------------------------------------ | ------------------------------------ | ------------------------------------ |
|                                      |                                      |                                      |                                      |                                      |
| Албанци                              | Албанци                              |                                      | 341                                  | 99,70%                               |
| непознато                            | непознато                            |                                      | 1                                    | 0,29%                                |

| Година пописа     | 1948. | 1953. | 1961. | 1971. | 1981. | 1991. | 2002. |
| ----------------- | ----- | ----- | ----- | ----- | ----- | ----- | ----- |
| Број домаћинстава | 25    | 32    | 31    | 36    | 39    | 41    | 69    |

| Број чланова      | 1 | 2 | 3 | 4  | 5  | 6  | 7 | 8 | 9 | 10 и више | Просек |
| ----------------- | - | - | - | -- | -- | -- | - | - | - | --------- | ------ |
| Број домаћинстава | 0 | 3 | 8 | 19 | 14 | 15 | 6 | 3 | 0 | 1         | 4,96   |

| Пол    | Укупно | Неожењен/Неудата | Ожењен/Удата | Удовац/Удовица | Разведен/Разведена | Непознато |
| ------ | ------ | ---------------- | ------------ | -------------- | ------------------ | --------- |
| Мушки  | 108    | 41               | 64           | 3              | 0                  | 0         |
| Женски | 111    | 21               | 79           | 10             | 0                  | 1         |
| УКУПНО | 219    | 62               | 143          | 13             | 0                  | 1         |

| Пол    | Укупно                    | Пољопривреда, лов и шумарство | Рибарство                            | Вађење руде и камена | Прерађивачка индустрија       |
| ------ | ------------------------- | ----------------------------- | ------------------------------------ | -------------------- | ----------------------------- |
| Мушки  | 17                        | 1                             | 0                                    | 0                    | 3                             |
| Женски | 3                         | 2                             | 0                                    | 0                    | 0                             |
| УКУПНО | 20                        | 3                             | 0                                    | 0                    | 3                             |
| Пол    | Производња и снабдевање   | Грађевинарство                | Трговина                             | Хотели и ресторани   | Саобраћај, складиштење и везе |
| Мушки  | 0                         | 1                             | 1                                    | 0                    | 1                             |
| Женски | 0                         | 0                             | 0                                    | 0                    | 0                             |
| УКУПНО | 0                         | 1                             | 1                                    | 0                    | 1                             |
| Пол    | Финансијско посредовање   | Некретнине                    | Државна управа и одбрана             | Образовање           | Здравствени и социјални рад   |
| Мушки  | 0                         | 0                             | 1                                    | 6                    | 1                             |
| Женски | 0                         | 0                             | 0                                    | 1                    | 0                             |
| УКУПНО | 0                         | 0                             | 1                                    | 7                    | 1                             |
| Пол    | Остале услужне активности | Приватна домаћинства          | Екстериторијалне организације и тела | Непознато            | Непознато                     |
| Мушки  | 0                         | 0                             | 0                                    | 2                    | 2                             |
| Женски | 0                         | 0                             | 0                                    | 0                    | 0                             |
| УКУПНО | 0                         | 0                             | 0                                    | 2                    | 2                             |